# Ingrid van Lubek
Ingrid van Lubek (Roosendaal, 12 de mayo de 1971) es una deportista neerlandesa que compitió en triatlón.
Ganó una medalla de plata en el Campeonato Europeo de Triatlón de 1998 y dos medallas en el Campeonato Europeo de Triatlón Campo a Través, oro en 2008 y bronce en 2007.

## Palmarés internacional
| Campeonato Europeo | Campeonato Europeo | Campeonato Europeo | Campeonato Europeo |
| Año                | Lugar              | Medalla            | Prueba             |
| ------------------ | ------------------ | ------------------ | ------------------ |
| 1998               | Velden (Austria)   | Medalla de plata   | Individual         |

| Campeonato Europeo | Campeonato Europeo     | Campeonato Europeo | Campeonato Europeo |
| Año                | Lugar                  | Medalla            | Prueba             |
| ------------------ | ---------------------- | ------------------ | ------------------ |
| 2007               | Ibiza (España)         | Medalla de bronce  | Individual         |
| 2008               | Ameland (Países Bajos) | Medalla de oro     | Individual         |